# Mirosław Bałka

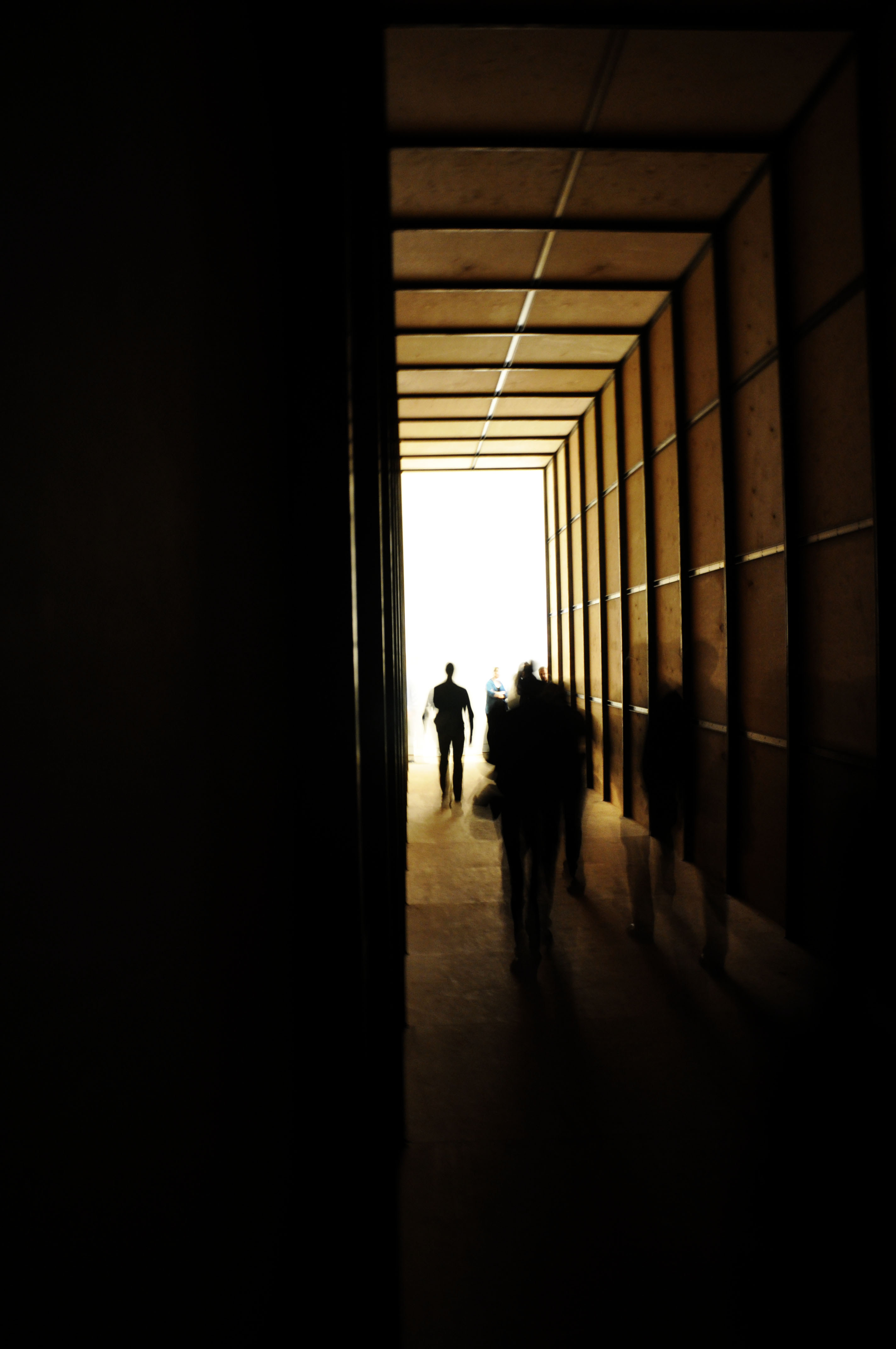
Mirosław Bałka, Installation Postęp i Higiena Galeria Zachęta

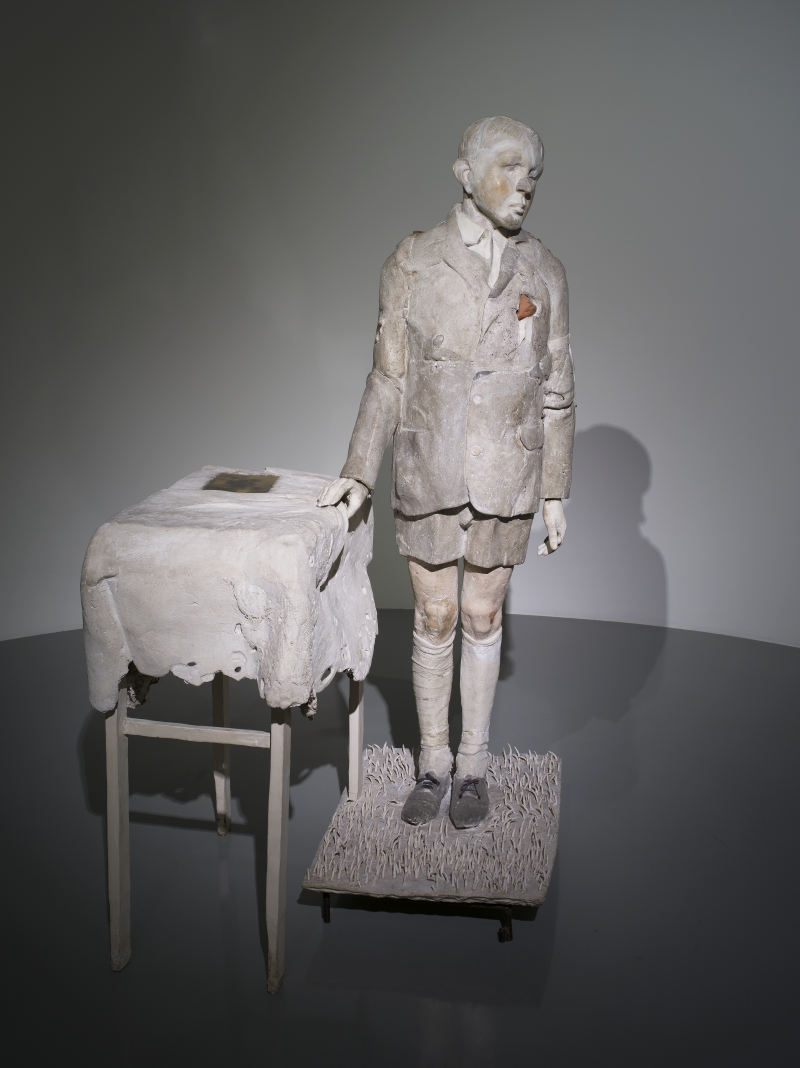
Mirosław Bałka, Pamiątka I Komunii Świętej

Mirosław Bałka (* 16. Dezember 1958 in Warschau) ist ein polnischer Bildhauer und Videokünstler, der in Otwock lebt und arbeitet.

## Leben und Werk

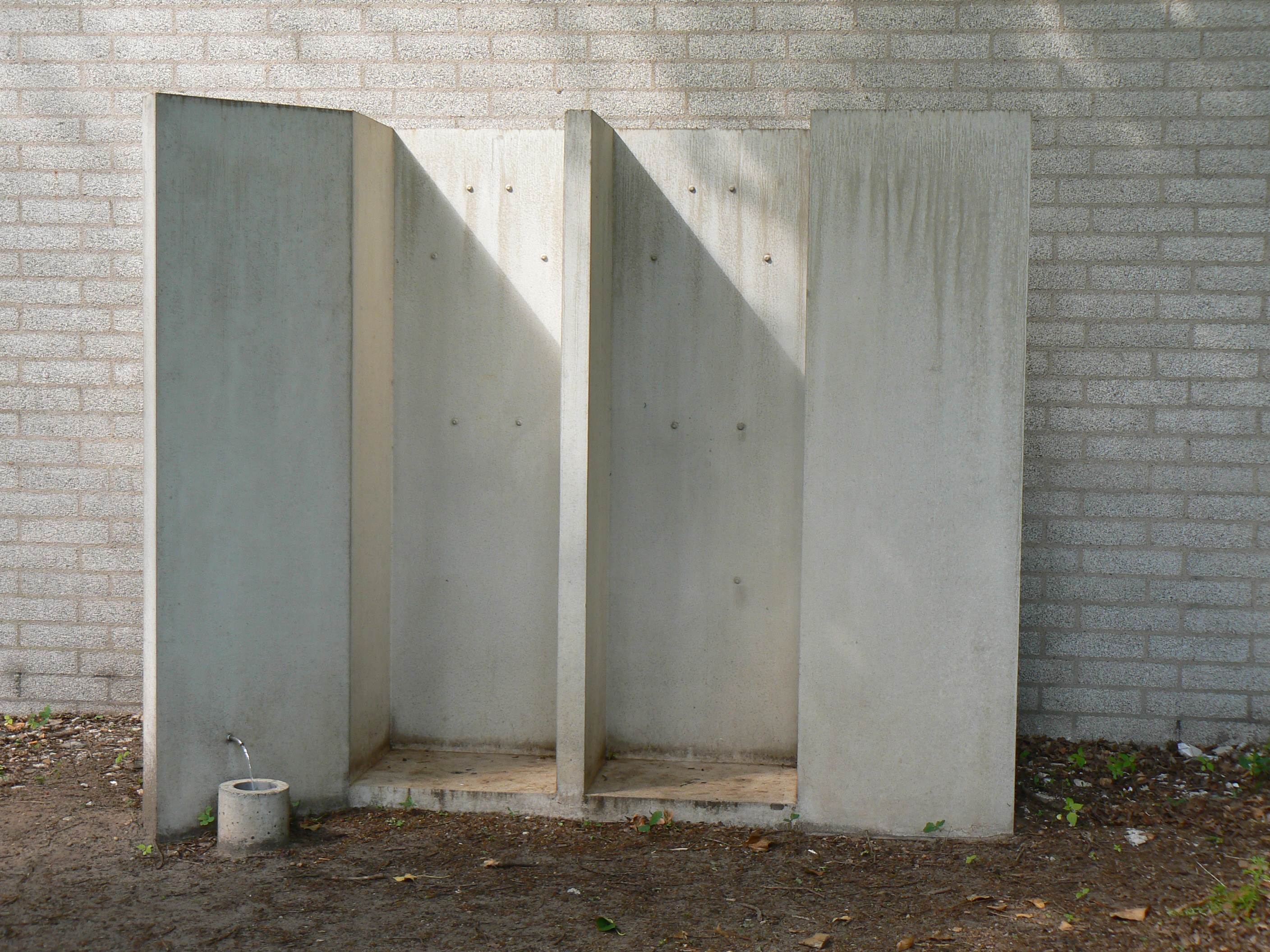
Mirosław Bałka, Fountain, 2008 Kröller-Müller Museum, Niederlande

Mirosław Bałka studierte bis 1985 an der Akademie der Bildenden Künste Warschau. Er gehörte zur Gruppe Neue Bieriemiennost. Seit 2011 lehrt Bałka an der Akademie der Bildenden Künste Warschau. Er ist Bildhauer, aber auch aktiv im Bereich von experimentellem Video und Zeichnung.
In seinen reduzierten Skulpturen und Installationen aus alltäglichen Materialien umkreist er grundlegende Themen menschlicher Existenz. Er konfrontiert die Zuschauer mit Momenten auf der Grenze von Tod und Leben, mit der polnischen Geschichte, der Besetzung, dem Holocaust und seiner eigenen Vergangenheit.
Werke von Mirosław Bałka sind auf internationalen Kunstausstellungen zu sehen: documenta IX, Kassel (1992); Biennale di Venezia (1990, 1993, 2003, 2005, 2013), Carnegie International, Pittsburgh (1995), Biennale von São Paulo (1998), Liverpool Biennial (1999), Biennale of Sydney (1992, 2006), Santa Fe Biennial (2006).
2009 zeigte Mirosław Bałka das Projekt How It Is als 10. Werk der Unilever Serie in der Turbinenhalle der Tate Gallery of Modern Art in London.

## Auszeichnungen

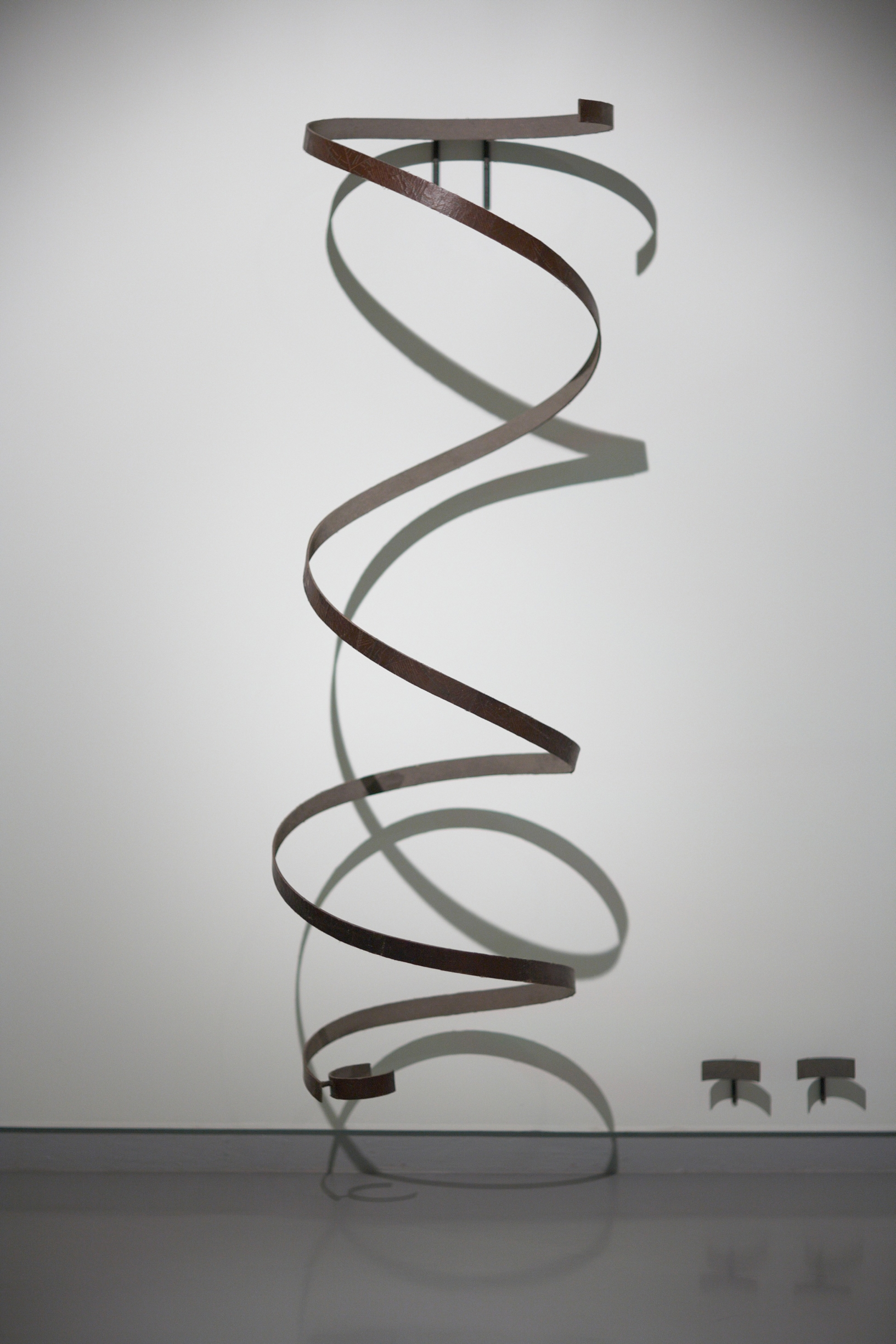
Mirosław Bałka - 190x60x70,7 x (12x9x9)

- 1991 Mies van der Rohe Stipendium, Kunstmuseen Krefeld
- Mitglied der Akademie der Künste (Berlin)